# محرر متعدد الاستخدام والقابل للتوسعة
محرر متعدد الاستخدام والقابل للتوسعة (EVE) اختصار لـ Extensible Versatile Editor هو محرر نصوص مرن وهو جزء من نظام تشغيل الذاكرة الافتراضية المفتوح. نفذت باستخدام أداة معالجة النصوص (TPU).
تميز محرر إيماكس بمحاكاة جيدة لـ EVE (كإضافة).

## وصلات خارجية
- دليل استخدام محرر متعدد الاستخدام والقابل للتوسعة نسخة محفوظة 5 فبراير 2015 على موقع واي باك مشين.، وثائق HP الخاصة ب.